# Gewanē
Gewanē är en ort i Etiopien.   Den ligger i regionen Afar, i den centrala delen av landet, 240 km nordost om huvudstaden Addis Abeba. Gewanē ligger 620 meter över havet och antalet invånare är 11 279.
Terrängen runt Gewanē är varierad. Runt Gewanē är det glesbefolkat, med 16 invånare per kvadratkilometer. Det finns inga andra samhällen i närheten. Omgivningarna runt Gewanē är i huvudsak ett öppet busklandskap.